# 다이쇼촌 (돗토리현)
다이쇼촌(大正村)은 돗토리현 다카쿠사군·게타카군에 있던 촌이다.

## 역사
- 1889년 10월 1일 - 정촌제 시행에 의해 다카쿠사군 다이쇼촌이 성립하였다.
- 1896년 4월 1일 - 군제 시행에 의해 다카쿠사군, 게타군의 구역을 가지고 게타카군이 성립하여 게타카군 다이쇼촌이 되었다.
- 1953년 7월 1일 - 돗토리시에 편입해, 동일 다이쇼촌은 폐지되었다.